# Wyższa Szkoła Turystyki i Języków Obcych w Warszawie
Wyższa Szkoła Turystyki i Języków Obcych w Warszawie jest wyższą uczelnią zawodową wpisaną do rejestru uczelni niepublicznych pod numerem 285. Założycielem uczelni jest mgr Jadwiga Barbara Moroz, która była dyrektorem działającego do 2007 r. prywatnego Policealnego Studium Turystyki, Języków Obcych i Zarządzania w Warszawie.

## Władze
- Rektor: dr Włodzimierz Banasik
- Kanclerz: mgr Jadwiga Barbara Moroz
- Prorektor ds. organizacyjnych: mgr Barbara Malczewska
- Prorektor ds. dydaktycznych: prof. n. dr hab. Elżbieta Puchnarewicz

### Studia licencjackie
- Turystyka i rekreacja
- Filologia angielska
- Filologia hiszpańska

### Studia magisterskie
- Turystyka i rekreacja
- Filologia angielska

### Studia podyplomowe
Źródło: oficjalna strona uczelni
- Podyplomowe studia kształcenia tłumaczy ustnych i pisemnych
- Turystyka, Hotelarstwo i Gastronomia dla nauczycieli
- Żywienie człowieka, dietetyka ogólna i specjalistyczna
- Zarządzanie turystyką, hotelarstwem i gastronomią
- Język angielski w hotelarstwie, biurach podróży, przewodnictwie i pilotażu grup turystycznych